# Zygopauropus hesperius
Zygopauropus hesperius – gatunek skąponogów z rzędu Tetramerocerata i rodziny Brachypauropodidae. Jedyny gatunek z monotypowego rodzaju Zygopauropus.

## Opis
Gatunek ten posiada głowę z czterema poprzecznymi rzędami szczecinek oraz narządy temporalne z trzema rurkowatymi przydatkami. Szczecinki na tergitach są oszczepowatego kształtu. Dorosłe mają do 8 par 5-segmentowych odnóży.

## Występowanie
Gatunek znany tylko ze Stanów Zjednoczonych.